# Karenzierung
Die Karenzierung ist in Österreich eine befristete Dienstfreistellung von Arbeitnehmern, zumeist unter teilweisem oder gänzlichem Ruhen der Bezüge. Eine häufige Form der Karenzierung ist die Elternkarenz.
Sie kann auf Wunsch des Arbeitnehmers als Karenzurlaub erfolgen, etwa für Studienzwecke oder längere Arbeiten, die nicht direkt mit dem Arbeitsverhältnis zusammenhängen.
Karenzierungen können auch erfolgen, wenn bei Angestellten oder Beamten der Vorwurf eines Dienstvergehens besteht. Sie stellen eine Übergangszeit für die Dauer der Untersuchungen dar. Nach deren Abschluss endet entweder die Freistellung oder es erfolgt die Kündigung bzw. Entlassung.
Auch das Ableisten des Grundwehrdienstes beim Bundesheer oder des Zivildienstes entspricht einer Karenzierung, da auch hier der Dienstgeber eine Behaltepflicht während dieser Zeit hat, sodass der Arbeitnehmer nach Ableistung des Dienstes wieder weiterbeschäftigt wird.